# Oberparschenbrunn
Oberparschenbrunn ist eine Ortschaft und eine Katastralgemeinde der Marktgemeinde Göllersdorf im Bezirk Hollabrunn in Niederösterreich. Die Ortschaft hat 93 Einwohner (Stand 1. Jänner 2024). Bis Ende 1965 war Oberparschenbrunn eine eigenständige Gemeinde.

## Geografie
Oberparschenbrunn liegt im Weinviertel in Niederösterreich und befindet sich auf etwa 265 m ü. A. Der Haberg im Westen ist mit 414 m ü. A. die höchste Erhebung in der Umgebung.
Der Parschenbrunner Bach entspringt westlich von Oberparschenbrunn am Fuße des Altenbergs aus mehreren Quellströmen. Diese Quellen sind unterschiedlich ergiebig und speisen den Bach, der nach dem Zusammenfluss als einzelnes Gerinne südöstlich aus dem Ort Richtung Unterparschenbrunn abfließt. Das Quellsystem zeichnet sich durch feuchte Böden, Schilfbewuchs und einen hohen Grundwasserstand aus, was auf die wasserreiche Umgebung hinweist. Die wasserführenden  Zuflüsse umfassen sowohl oberirdische als auch unterirdische Quellen, darunter ein nördlicher, teilweise verrohrter Zulauf und ein südlicher Quellarm aus einem sumpfigen Waldstück.
Der Ort ist über eine nördliche und eine südliche Zufahrt durch die Bundesstraße 19 (B19) erreichbar. An beiden Zufahrten befinden sich Bildstöcke. Bei guten Verhältnissen sind von der nördlichen Zufahrt unter anderem die Kapelle am Michelberg, die Wiener Donau City und das Flugsicherungsradar am Buschberg zu sehen. Die Laurentiuskapelle befindet sich im Ortszentrum, direkt an der Bushaltestelle, welche die einzige öffentliche Verkehrsanbindung ermöglicht.
| Wischathal   | Eitzersthal                                 | Göllersdorf        |
| Oberrußbach  | Kompassrose, die auf Nachbargemeinden zeigt |                    |
| Stranzendorf |                                             | Unterparschenbrunn |

## Geschichte
Oberparschenbrunn wurde erstmals im Jahr 1188 unter dem Namen Porsgenprunnen urkundlich erwähnt. Der Ort war ursprünglich Sitz eines Adelsgeschlechts, dessen Stammburg sich im benachbarten Unterparschenbrunn befand. Im 13. Jahrhundert trat unter anderem ein Dietmar von Parsinbrunn in Erscheinung.
Im Jahr 1307 erhielt die Pfarre Hausleithen den halben Zehent aus dem Ort, was auf eine frühe Aufteilung der Herrschaftsrechte zwischen dem Hochstift Passau und weltlichen Grundherren hinweist. Ab 1361 werden die Herren von Floyt als zehentberechtigte Besitzer genannt, später folgten die Herren von Maissau.
Im 15. und 16. Jahrhundert wechselten die Besitzverhältnisse häufig: 1479 war Sebastian Hauzenberger Eigentümer der Herrschaft, 1532 sein Sohn Veit. Ab 1545 teilten sich die Herrschaft Mailberg und die Herren von Trenbach die Grundherrschaft.
Ende des 16. Jahrhunderts kam das Gut Oberparschenbrunn in den Besitz von Dr. Erasmus Gold von Lampoding, einem Passauer Rat, später ging es an dessen Schwager Christoph Ehrenreich Geyer. Im 17. Jahrhundert gehörte das Gut, samt umfangreicher Zehentrechte, schließlich Hans Georg von Kuefstein.
1701 wurde der Ort durch einen Brand stark beschädigt, das Schloss überstand jedoch das Feuer. Die Gräfin Anna Franziska von Kuefstein verkaufte Oberparschenbrunn im Jahr 1717 samt Schloss an den "Roten Hof" bei Stockerau. Das Schloss war ein einstöckiges Gebäude mit Glockenturm, Kapelle, Apothekerraum, großem Saal, zwei Küchen und neun weiteren Zimmern. In der Nähe gab es Stallungen, Wirtschaftsgebäude, Gärten und zwei Fischteiche. Später wurde das Schloss abgerissen und mit dem Baumaterial wurde im Jahr 1758 die Kapelle errichtet.
Seit 1969 die Schule in Stranzendorf aufgelassen wurde gehört Oberparschenbrunn zum Schulsprengel Göllersdorf.

### Pfarrgeschichte
Im Jahr 1711 wurde Oberparschenbrunn aus der Pfarre Göllersdorf zur nach der Reformation wieder errichteten Pfarre Stranzendorf umgepfarrt. 1783 kam die Pfarre Stranzendorf zur neugegründeten Diözese Wien. Im Jahr 2018 wurde die Pfarre Stranzendorf in den Pfarrverband Mittleres Schmidatal eingegliedert.

### Dorfgemeinschaft
Seit 1992 engagiert sich der Verein für Dorferneuerung und zur Förderung von Kultur, Geselligkeit und Ortsgestaltung in Oberparschenbrunn für die Belebung der Dorfgemeinschaft. Der Verein organisiert regelmäßig Veranstaltungen und Feste, zu denen alle Bewohner herzlich eingeladen sind.

## Sehenswürdigkeiten

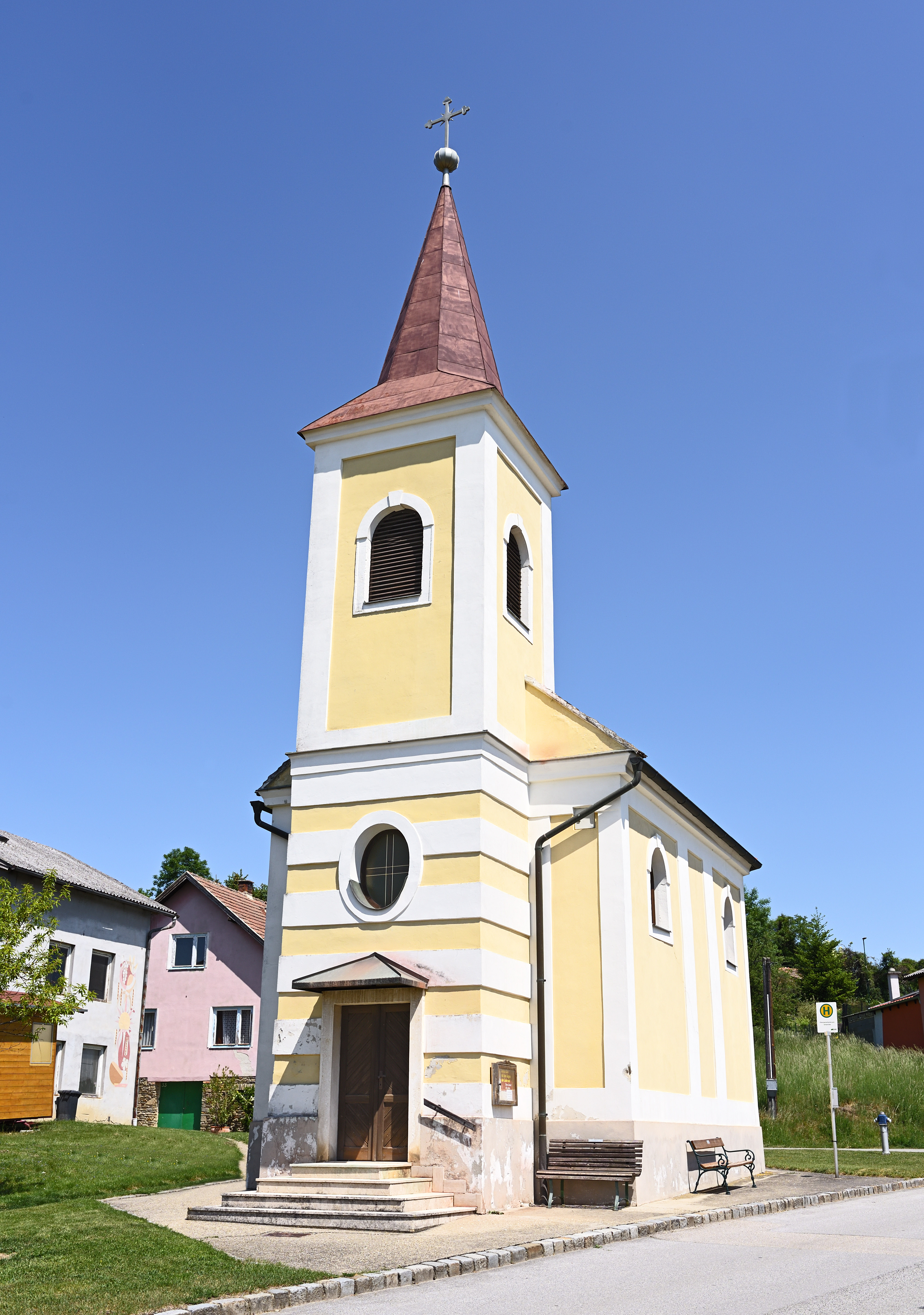
Laurentiuskapelle

Die Laurentiuskapelle wurde 1758 mit Material aus dem alten Schloss erbaut und dem Hl. Laurentius geweiht. Der ursprüngliche Altar kam aus der Schlosskapelle. Der hohe, dreiseitig geschlossene Bau hat eine einheitliche Fassadengliederung und hoch gelegene Rundbogenfenster. Der vorgestellte Fassadenturm verfügt über Putzbänder im Erdgeschoß, Ovalfenster und rundbogige Schallfenster unter einem Pyramidenhelm. Der Innenraum ist zweijochig mit Zwischenjoch und durch eine Stichkappentonne über Gurten auf umlaufendem Gebälk und Pilastern gewölbt. Die Empore ist mit einer Holzbalustrade ausgestattet. Der Doppelsäulenaltar mit Rundgiebel wurde um 1670/1680 angefertigt. 1985 wurde die Kapelle renoviert und 1986 von Weihbischof Helmut Krätzl, assistiert von Pfarrer Franz Korbuth (Stranzendorf) und Pfarrer Josef Neumeier (Göllersdorf), eingeweiht.